# Medalist
Medalist (メダリスト Medarisuto?) es una serie de manga japonés escrita e ilustrada por Tsurumaikada. Comenzó a serializarse en la revista Gekkan Afternoon de Kōdansha desde el 25 de mayo de 2020, con los capítulos recopilados en trece volúmenes tankōbon hasta el momento. En Norteamérica, el manga tiene licencia para su publicación en inglés de Kodansha USA. Una adaptación de la serie de televisión de anime producida por ENGI se emitió de enero a marzo de 2025. Una segunda temporada se estrenará en enero de 2026.

## Argumento

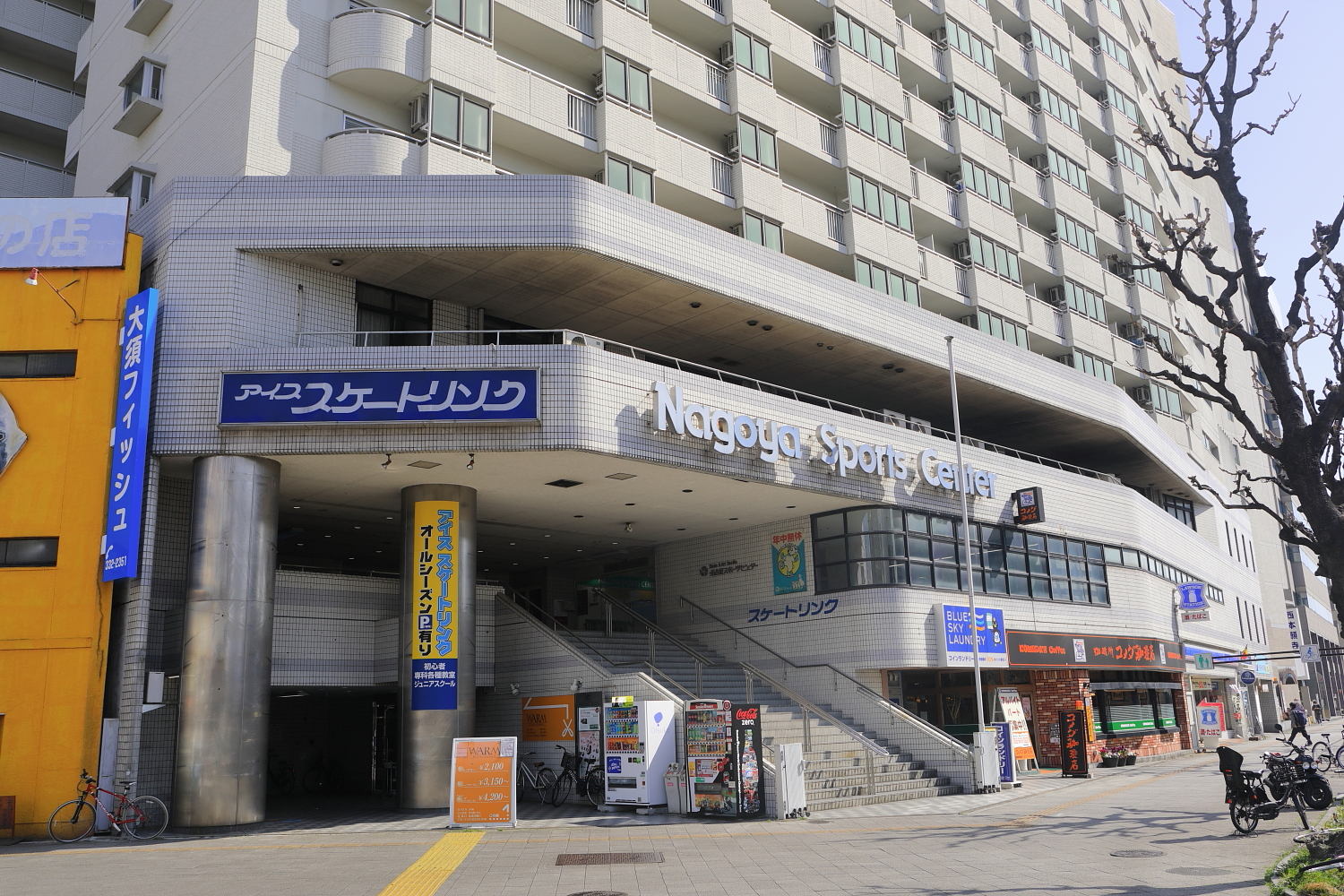
Nagoya Sports Center, lugar donde se desarrolla la serie.

Inori Yuitsuka, una estudiante de 11 años de quinto grado, es miembro del club de patinaje artístico «Lux Higashiyama FSC» y su objetivo es ganar una medalla de oro olímpica en patinaje artístico. La entrena Tsukasa Akeuraji, al que han contratado como entrenador asistente en el club. Esta apasionante historia describe las luchas de Tsukasa e Inori.

## Personajes
Inori Yuitsuka (結束 いのり Yuitsuka Inori?)
 Seiyū: Natsumi Haruse, Elizabeth Infante (español latino)
Patinadora del Lux Higashiyama FSC, aspira a ganar una medalla de oro olímpica en patinaje artístico. Nació el 16 de abril. Al principio de la historia medía 134 cm y ha seguido creciendo desde entonces, pero uno de sus problemas es su pequeña estatura, hasta el punto de que los espectadores la llaman «bajita» en comparación con sus compañeros. Aunque tenía pocas habilidades especiales aparte del patinaje, se le ha dado tan bien que al año siguiente de entrar en el club quedó entre los cinco primeros de su curso en una prueba de aptitud física, y aunque no se le da bien estudiar, es capaz de hacer los deberes por sí sola. Le gustan los seres vivos, los gusanos y el patinaje. Le disgustan las matemáticas y los kanji, y además no puede leer con precisión el nombre de pila de Tsukasa.
Tsukasa Akeuraji (明浦路 司 Akeuraji Tsukasa?)
Seiyū: Takeo Ōtsuka, Ditter Ruiz (español latino)
Entrenador de patinaje artístico de Inori. Le gusta la lectura y los sorteos de puntos. No le gustan los gusanos, las serpientes ni las orugas. En un principio pensaba dejar a la familia Kago, donde se alojaba, y hacer de Yokohama su hogar, pero su antigua compañera de baile sobre hielo, Hitomi Takamine, lo invita a ser entrenador asistente en el Lux Higashiyama FSC. Aunque primero es reacio a aceptar, se enamora del talento de Inori cuando visita el lugar con su madre, por lo que acepta entrenarla. Poco después regresa a la familia Kago y acaba entrenando a otros estudiantes tanto dentro como fuera del FSC Lux Higashiyama, excepto a Inori.
Hikaru Kamisaki (狼嵜 光 Kamisaki Hikaru?)
 Seiyū: Kana Ichinose, Nycolle González (español latino)
Jun Yodaka (夜鷹 純 Yodaka Jun?)
 Seiyū: Yuma Uchida, Armando Guerrero (español latino)
Riō Sonidori (鴗鳥 理凰 Sonidori Riō?)
 Seiyū: Makoto Koichi, Diego Becerril (español latino)
Ryōka Miketa (三毛田 涼佳 Miketa Ryōka?)
 Seiyū: Hina Kino, Edith González (español latino)
Mario Nachi (那智 鞠緒 Nachi Mario?)
 Seiyū: Megumi Toda, Lili Vela (español latino)
Ema Yamato (大和 絵馬 Yamato Ema?)
 Seiyū: Kotori Koiwai, Andrea Ojeda (español latino)
Yūdai Jakuzure (蛇崩 遊大 Jakuzure Yūdai?)
 Seiyū: Takahiro Miyake, Luis Navarro (español latino)
Suzu Kamoto (鹿本すず Kamoto Suzu?)
 Seiyū: Ayasa Itō
Shinichirō Sonidori (鴗鳥慎一郎 Sonidori Shinichirō?)
 Seiyū: Taito Ban
Hitomi Takamine (高峰瞳 Takamine Hitomi?)
 Seiyū: Emiri Katō, Samanta Figueroa (español latino)
Nozomi Yuitsuka (結束のぞみ Yuitsuka Nozomi?)
 Seiyū: Ami Koshimizu, Luz Elena Menchaca (español latino)
Mamoru Sekoma (瀬古間衛 Sekoma Mamoru?)
 Seiyū: Manabu Muraji, Héctor Lee (español latino)

## Contenido de la obra

### Manga
Medalist es escrito e ilustrado por Tsurumaikada. La serie comenzó en la revista Gekkan Afternoon de Kōdansha el 25 de mayo de 2020. Kōdansha ha recopilado sus capítulos individuales en volúmenes tankōbon. El primer volumen se lanzó el 23 de septiembre de 2020, y hasta el momento se han lanzado trece volúmenes.
En marzo de 2021, Kodansha USA anunció el lanzamiento digital en inglés del manga en América del Norte, a partir del 18 de mayo de 2021.
| Volúmenes de manga publicados | Volúmenes de manga publicados | Volúmenes de manga publicados |
| Número                        | Fecha de publicación          | ISBN                          |
| ----------------------------- | ----------------------------- | ----------------------------- |
| 1                             | 23 de septiembre de 2020      | ISBN 978-4-06-520783-3        |
| 2                             | 22 de febrero de 2021         | ISBN 978-4-06-522253-9        |
| 3                             | 22 de junio de 2021           | ISBN 978-4-06-523607-9        |
| 4                             | 10 de octubre de 2021         | ISBN 978-4-06-525162-1        |
| 5                             | 23 de marzo de 2022           | ISBN 978-4-06-527132-2        |
| 6                             | 22 de julio de 2022           | ISBN 978-4-06-528515-2        |
| 7                             | 22 de diciembre de 2022       | ISBN 978-4-06-529918-0        |
| 8                             | 23 de mayo de 2023            | ISBN 978-4-06-531682-5        |
| 9                             | 23 de octubre de 2023         | ISBN 978-4-06-533261-0        |
| 10                            | 22 de marzo de 2024           | ISBN 978-4-06-535154-3        |
| 11                            | 22 de agosto de 2024          | ISBN 978-4-06-536472-7        |
| 12                            | 22 de enero de 2025           | ISBN 978-4-06-538012-3        |
| 13                            | 23 de junio de 2025           | ISBN 978-4-06-539705-3        |

### Anime
El 18 de mayo de 2023 se anunció una adaptación de la serie de televisión de anime. Fue producida por ENGI y dirigida por Yasutaka Yamamoto, con guiones escritos por Jukki Hanada, diseños de personajes de Chinatsu Kameyama y música compuesta por Yuki Hayashi. La serie se emitió del 5 de enero al 30 de marzo de 2025 en el bloque de programación NUMAnimation de TV Asahi. El tema de apertura es "Bow and Arrow", interpretada por Kenshi Yonezu, mientras que el tema del cierre es "Atashi no Dress", interpretada por Neguse. La serie se transmitió en Disney+ en todo el mundo.
El 4 de enero de 2025, la serie tuvo un doblaje en español latino, el cual fue estrenado por Disney+.
Después de la emisión del episodio final, se anunció una segunda temporada. El equipo y el elenco de la primera temporada regresan para repetir sus papeles. El estreno de la temporada está previsto para enero de 2026, en el mismo bloque de programación.

## Recepción
La serie ocupó el 15.º puesto en los «Cómics recomendados por los empleados de la librería nacional de 2021» del sitio web Honya Club. La serie ocupó el 16.º puesto entre los 50 nominados al Next Manga Award de 2021 en la categoría impresa. También fue nominado para el premio en 2022 y ganó. La serie ocupó el 30.º puesto en la lista de «Libro del año» de 2021 de la revista Da Vinci. La serie ocupó el 12.º puesto en los cómics recomendados por los empleados de la librería nacional de 2022.